# 카산드라 랭
카산드라 랭(Cassandra Lang)은 마블 코믹스가 출판하는 만화책의 등장인물이다. 스태처(Stature)라는 이름으로 잘 알려져 있다. 스콧 랭의 딸로, 캐시 랭으로서의 첫 등장은 Marvel Premiere #47 (1979년 4월)이다. 스태처로의 등장은 Young Avengers #6 (2006년 5월)이다.
2015년 영화 《앤트맨》과 2018년 영화 《앤트맨과 와스프》에서는 애비 라이더 포트슨이, 2019년 영화 《어벤져스: 엔드게임》에서는 에마 퍼먼이, 2022년 영화 《앤트맨과 와스프: 퀀터매니아》에서는 캐스린 뉴턴이 연기한다.